# Adipositas

Silhouetten mit Bauchumfang. Von links nach rechts: Normalgewicht, Übergewicht, Adipositas

Die Adipositas (von lateinisch adeps „Fett“), auch Fettleibigkeit, Fettsucht oder Obesitas genannt, ist eine chronische Ernährungs- und Stoffwechselstörung mit Krankheitswert, die durch starkes Übergewicht und positive Energiebilanz gekennzeichnet ist. Nach der WHO-Definition liegt eine Adipositas bei Menschen ab einem Body-Mass-Index (BMI) von 30 kg/m² vor. Dabei wird in drei über den BMI voneinander abgegrenzte Schweregrade unterschieden, die mit unterschiedlichen gesundheitlichen Folgen einhergehen können. Indikatoren für den Anteil von Körperfett und dessen Verteilung sind der Bauchumfang und das Taille-Hüft-Verhältnis. Adipositas gilt als Risikofaktor für diverse Krankheiten, darunter Diabetes, Herz-Kreislauf-Erkrankungen, Krebs und psychische Störungen.

## Ursachen
Die Ursachen von Adipositas sind vielschichtiger Natur. Ob aus psychischen, sozialen, genetischen oder Umweltfaktoren, grundsätzlich liegt ein Ungleichgewicht zwischen der über die Nahrung aufgenommenen und dann wieder verbrauchten Energie vor.

### Ernährung und Bewegung

#### Überernährung und Bewegungsmangel
Zu viel und falsche Ernährung einerseits – zu wenig Bewegung (Energieverbrauch) andererseits – führen zu Überschuss bei der individuellen Energiebilanz eines Menschen. Per Lebensmittel zugeführte und nicht verbrauchte Energie wird letztlich in Fettdepots gespeichert. Daher liegt in der Behandlung auch heute noch der Hauptfokus auf der Kontrolle der Energiezufuhr und einer ausreichenden Bewegung.
Bei der Ernährung scheinen zuckerhaltige Getränke eine wichtige Rolle zu spielen, die auch ein genereller Marker für einen ungesunden Lebensstil sind. Zwar kommen einige Übersichtsarbeiten zu dem Schluss, dass kein Zusammenhang nachweisbar wäre, eine Publikation aus dem Jahr 2013 zeigt jedoch, dass dies vor allem in Arbeiten mit finanziellem Interessenkonflikt der Fall ist.

#### Nahrungsqualität
Auch die Qualität der Fette spielt eine Rolle. Bestimmte Fette (Cholesterin, trans-Fettsäuren) können vom Körper bis zu einem bestimmten Grad leicht eingelagert werden (was nicht nur die Bildung von viszeralem Fettgewebe, sondern auch Arteriosklerose begünstigt). Das Sättigungsgefühl wird in erster Linie durch das Volumen der Nahrung bestimmt. Essen mit geringer Energiedichte macht auch satt, liefert aber weniger Energie. Das kann man mit vollwertigen Nahrungsmitteln erreichen, die neben Kohlenhydraten, Proteinen und Fett größere Mengen an Fasern enthalten. Außerdem gibt es diverse Gemüsesorten, die kaum Kohlenhydrate und damit wenig Energie enthalten.

#### Essenshäufigkeit
Es gibt bisher einige Studien, die darauf hindeuten, dass die Anzahl an Mahlzeiten pro Tag an Adipositas bzw. der Gewichtsregulation bei erwachsenen Menschen beteiligt sind. Allerdings sind spezifischere Studien notwendig, um nachzuweisen, ob, je bei gleichem Energieumsatz, viele kleine Mahlzeiten gegenüber wenigen großen, oder umgekehrt, einen günstigen Einfluss auf Adipositas haben.

#### Hochverarbeitete Lebensmittel
Hochverarbeitete Lebensmittel HVL (englisch ultra-processed food) gelten als relativ neuer Risikofaktor für Übergewicht und Adipositas. Die NOVA-Klassifikation unterscheidet 4 Gruppen zwischen HVL und minimal-verarbeiteten Lebensmitteln (MVL).
Das Chancenverhältnis (engl. odds-ratio OR) eine Adipositas (BMI > 30 kg/m²) zu entwickeln ist laut mehrerer Metaanalysen 1,26 bis1,55 mal größer bei Personen, die sich mit HVL ernähren im Vergleich zu solchen, die sich mit MVL ernähren. Auch konnte in einer randomisierten Einzelstudie gezeigt werden, dass der tägliche Energiekonsum bei HVL um 500 kcal/Tag zunimmt, während er bei herkömmlicher Ernährung (MVL) um 500 kcal/Tag abnimmt. Die Personen hatten jeweils beliebigen Zugang zu entsprechenden Lebensmitteln über zwei Wochen und nahmen entweder 0,9 kg an Gewicht zu oder ab.

### Sozio-kulturelle Faktoren

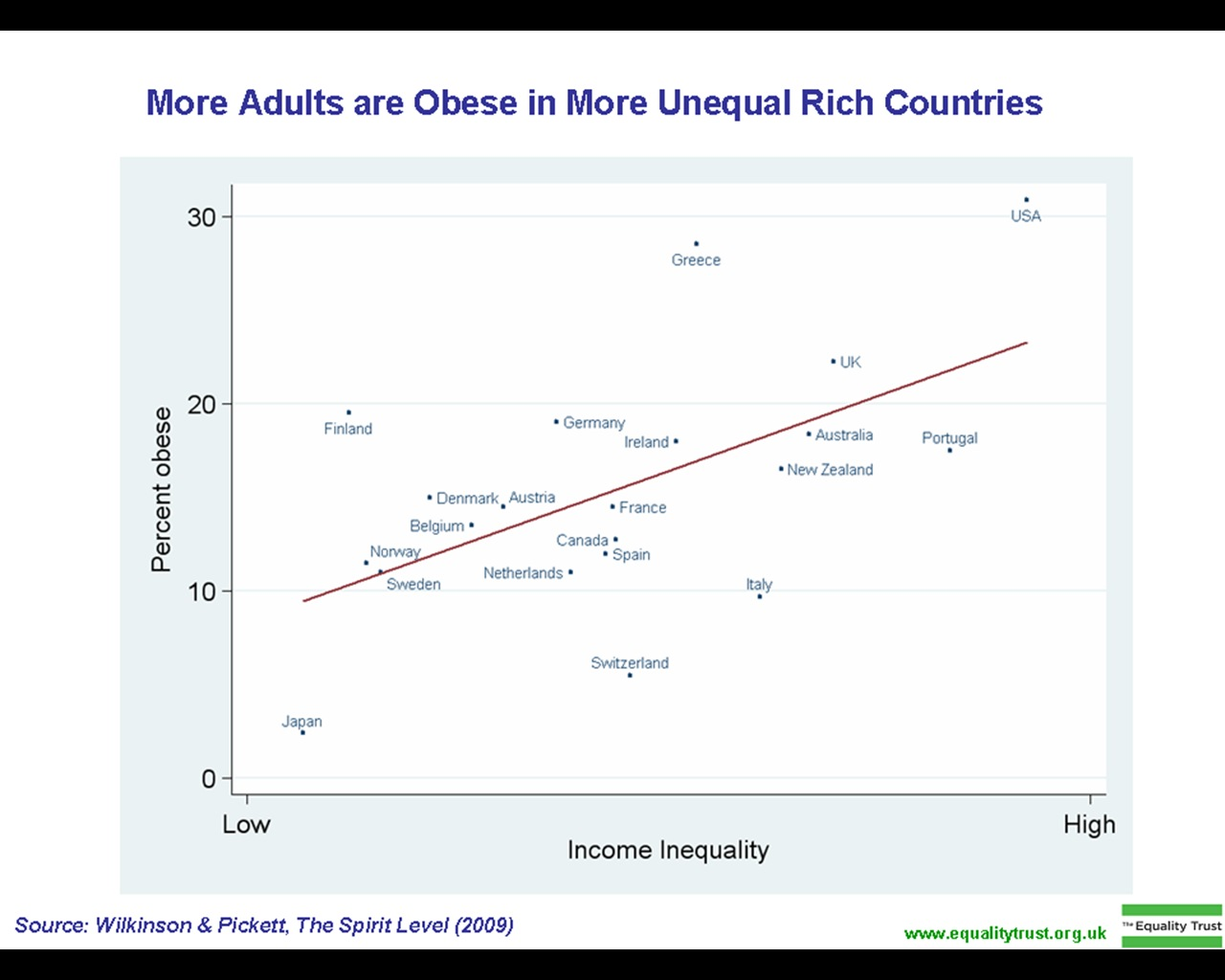
Adipositas ist höher in Ländern mit höherer Ungleichheit

Viele sozio-kulturelle Faktoren begünstigen über Fehl- und Überernährung sowie Bewegungsmangel die Entwicklung von Übergewicht:
- Physisch passiver Lebensstil: Sitzende Tätigkeit; geringe Bewegung dank Auto, Fahrstuhl, Rolltreppe; bewegungsarme Freizeitgestaltung (Fernsehen, Computer)
- Fast- und Junkfood: Portionsgröße; Essgeschwindigkeit; zu hoher Fett-, Salz- und Zuckergehalt; nicht ausreichend sättigend
- Lebensmittelzusätze: appetitanregende Stoffe; Farb- und Geruchsstoffe, die das Essen ansprechend erscheinen lassen; Geschmacksprägung durch Zuckerzusatz (Softdrinks, Babynahrung, gesüßter Tee, gesüßte Fleischwaren)
- Waren-Überangebot
- Werbung für zucker- und fetthaltige Lebensmittel
- Keine geregelten Mahlzeiten
- Entsprechende Erziehung: „Der Teller wird leer gegessen“, „Iss was, dann wirst du was!“
- Jo-Jo-Effekt nach einer Diät
- Übergewicht als Schönheitsideal bzw. Zeichen für Wohlstand in manchen Kulturen
- Sportarten, bei denen Übergewicht vorteilhaft ist (Sumō-Ringen)

Je niedriger der soziale Status (bestimmt durch die drei Faktoren Höhe der Ausbildung, Haushaltseinkommen und berufliche Stellung), desto häufiger trifft man auf das Problem Adipositas: Je höher der Schulabschluss, desto günstiger liegt der Body-Mass-Index. An Adipositas leiden in Deutschland rund 25 % der Männer in unteren Schichten – in der Oberschicht sind es nur um die 15 %. Bei den Frauen ist der Unterschied mit etwa 35 % zu 10 % noch deutlicher.

### Psychische Faktoren
Verschiedene ernährungspsychologische Zusammenhänge können eine ursächliche Rolle spielen.
- Emotionales Essen: Viele Menschen neigen dazu, Essen als Mittel zur Bewältigung von Stress, Langeweile, Traurigkeit oder anderen emotionalen Belastungen zu verwenden. Diese Art des „emotionalen Essens“ kann dazu führen, dass jemand übermäßig isst, unabhängig von Hungergefühlen, was zu Gewichtszunahme und Adipositas führen kann.
- Psychische Gesundheitsprobleme: Depressionen, Angstzustände oder andere psychische Erkrankungen können das Essverhalten beeinflussen. Manche Menschen greifen während depressiver Phasen möglicherweise vermehrt zu Nahrungsmitteln, die reich an Zucker oder Fett sind (Ersatzbefriedigung), was langfristig zu Gewichtszunahme führen kann.
- Negative Selbstwahrnehmung und Selbstwertgefühl: Ein niedriges Selbstwertgefühl oder ein gestörtes Körperbild können zu ungesundem Essverhalten führen. Menschen, die mit einem negativen Selbstbild kämpfen, könnten versuchen, diese aversiven Emotionen durch Essen zu bewältigen, was zu einem Teufelskreis aus übermäßigem Essen und negativen Selbstbewertungen führen kann.
- Psychosoziale Stressoren: Stress in der Familie, am Arbeitsplatz oder in zwischenmenschlichen Beziehungen kann das Essverhalten beeinflussen. Manche Menschen neigen dazu, Stress durch übermäßiges Essen zu bewältigen, was zu Gewichtszunahme führen kann.
- Erlerntes Essverhalten: Essgewohnheiten werden oft in der Kindheit erlernt und können durch psychologische Einflüsse geprägt sein. Beispielsweise können Belohnungen mit Essen verknüpft sein oder emotionale Unterstützung kann durch Nahrungsmittel gewährt worden sein (z. B. durch Erziehung), was zu einem fest verankerten Verhaltensmuster führt.[24]

### Genetische Faktoren
Zwillingsstudien deuten darauf hin, dass Übergewicht auch eine genetische Komponente hat. Außerdem fand man bei Adoptivkindern einen starken Zusammenhang zwischen ihrem BMI und dem ihrer leiblichen Eltern, aber keinen Zusammenhang zwischen ihrem Gewicht und dem ihrer Adoptiveltern.
Grundsätzlich kann man die genetischen Faktoren in drei Kategorien einteilen: eine einzelne Mutation, häufig im Leptin-Melanocortin-System (monogenetische Ursachen), vielfältige, kumulative Mutationen, die sich gegenseitig verstärken und zusammen die Gewichtszunahme fördern (polygenetische Ursachen) und Adipositas als Begleiterscheinung einer Erbkrankheit (syndromal), darunter Prader-Willi-Syndrom, Kleefstra-Syndrom, Börjeson-Forssman-Lehmann-Syndrom oder Carpenter-Syndrom.

### Adipositas als Folge von Krankheiten
Adipositas kann unter anderem auch Folge einer erworbenen Krankheit wie einer Essstörung oder Abhängigkeit sein. Bis zu 30 % der Menschen mit Adipositas haben keine vorliegende Stoffwechselstörung. Typische Stoffwechselkrankheiten, die Adipositas direkt verursachen können, sind: Schilddrüsenunterfunktion (z. B. Hashimoto-Thyreoiditis) oder Störungen des Cortisolhaushaltes (z. B. Cushing-Syndrom).
Auch psychische Erkrankungen sind Risikofaktoren für Adipositas. So wurde schon 2007 ein Zusammenhang zwischen Schlafmangel und Adipositas gezeigt. Die Forschung zeigt, dass ausreichend Schlaf in hoher Qualität wichtig ist, um Übergewicht zu vermeiden.

### Medikamente
Übergewicht kann als Nebenwirkung von Medikamenten auftreten. Möglich ist das unter anderem bei Antipsychotika wie Clozapin, Haloperidol oder Olanzapin, Antidepressiva wie Tranylcypromin, Citalopram oder Amitriptylin, Betablockern wie Metoprolol oder Corticosteroiden wie Cortison oder Prednisolon.

## Pathophysiologie

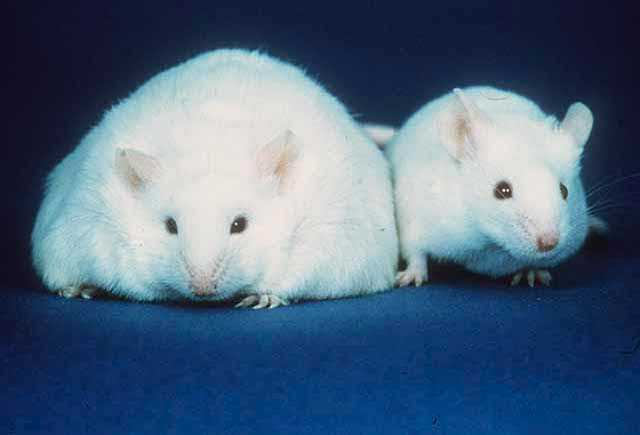
Vergleich von zwei Mäusen, von denen eine einen Leptinmangel hat, was zu Adipositas führt (links) und einer gesunden Maus (rechts)

Bisher wurden einige pathophysiologische Mechanismen gefunden, die zur Entwicklung und Beibehaltung von Adipositas beitragen können.
Die internationale Fachgesellschaft Endocrine Society veröffentlichte 2017 eine Stellungnahme, in der zwei ursächliche, unterschiedliche, aber verwandte Prozesse beschrieben werden: erstens eine andauernd höhere Energiezufuhr im Vergleich zur Energieabgabe und zweitens eine Verschiebung des vom Körper als normal eingestuften Sollwerts für Energiezufuhr nach oben. Die zweite Ursache erkläre dabei die häufigen Rückfälle nach Therapiebemühungen, einem großen Hindernis in der Behandlung von Adipositas. Während die genauen Mechanismen dahinter noch nicht vollständig verstanden sind, versteht die Forschung sie zunehmend besser.
Als Schlüsselmechanismus wurde bisher unter anderem die Proteohormone Leptin und Ghrelin identifiziert, wovon ersteres 1994 entdeckt wurde. Beide spielen bei der Appetitregulation im zentralen Nervensystem eine Rolle und wirken dabei mit anderen appetitregulierenden Hormonen spezifischer auf den Hypothalamus ein, der eine zentrale Rolle in der Regulierung der Nahrungsaufnahme und des Energieverbrauchs spielt. Ein Mangel von Leptin steht dabei mit erhöhtem Appetit und damit Gewichtszunahme in Verbindung.

## Klassifikation
| Kategorie (nach WHO)                                              | BMI (kg/m²) |
| ----------------------------------------------------------------- | ----------- |
| Untergewicht                                                      | <18,5–00,0  |
| Normalgewicht                                                     | <18,5–24,9  |
| Übergewichtigkeit (Präadipositas)                                 | < 25,0–29,9 |
| Adipositas Grad I                                                 | < 30,0–34,9 |
| Adipositas Grad II                                                | < 35,0–39,9 |
| Adipositas Grad III (Adipositas permagna oder morbide Adipositas) | <0,0≥40     |

BMI zur ersten Selbsteinschätzung

Entscheidend für das Risiko einer Herz-Kreislauf-Erkrankung ist nicht der BMI, sondern das Fettverteilungsmuster. Besonders nachteilig wirken sich Fettdepots im Bauchraum und an den inneren Organen aus. Diese Form der Fettverteilung findet sich häufiger bei Männern (sogenannter Apfeltyp). Das innere Bauchfett („intraabdominales Fett“, „viszerales Fettgewebe“) beeinflusst den Fett- und Kohlenhydratstoffwechsel (Zuckerstoffwechsel) besonders ungünstig und gilt als wesentlicher Indikator des metabolischen Syndroms und führt damit zu Fettstoffwechselstörungen und Diabetes. Als risikoärmer gilt die mehr hüft- und oberschenkelbetonte Fettverteilung (sogenannter Birnentyp), wie sie bei Frauen häufig vorkommt.
Der Bauchumfang an der Taille (Taillenumfang) ist leicht zu messen als Maß für die Fettverteilung. Ein erhöhtes Risiko besteht für Frauen je nach Quelle ab 80 cm oder 88 cm, für Männer ab 94 cm oder 102 cm.
Adipositas bei Kindern wird unter Berücksichtigung von Entwicklungsstand, Alter und Größe (sog. Perzentilen) bestimmt.
Adipositas bei Kindern und Jugendlichen untersucht auch die sogenannte Idefics-Studie, eine europäische Interventions-Studie, die „[…] die Auswirkungen von Ernährung, Lebensweise und sozialem Umfeld auf die Gesundheit von europäischen Kindern im Alter von zwei bis zehn Jahren […]“.

## Folgen

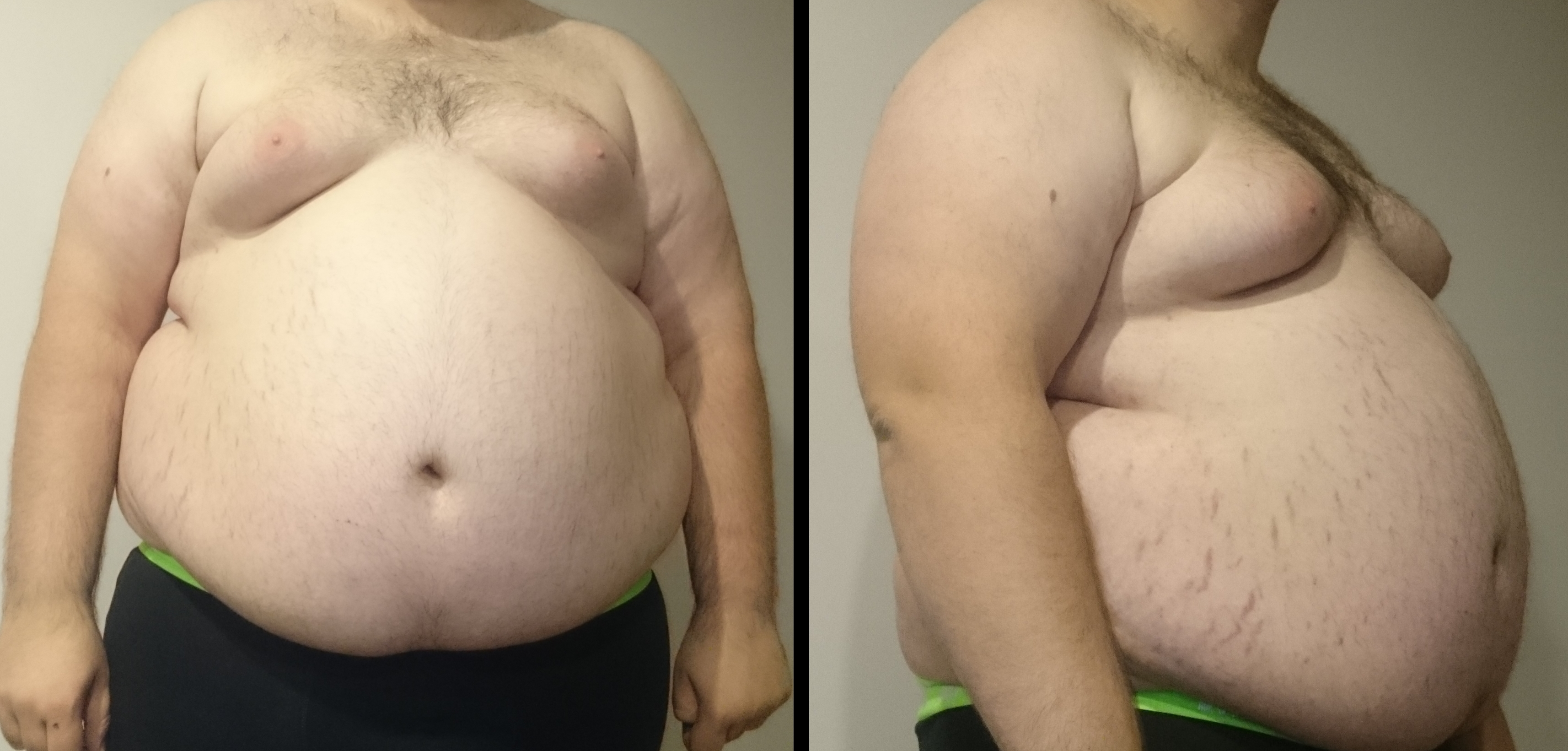
Adipöser Mann mit einem BMI von 53 kg/m²: 182 kg bei 185 cm Körpergröße. Sichtbar sind Dehnungsstreifen und Lipomastie wegen des vermehrten Bauchfetts (Apfeltyp).

Viele Zivilisationskrankheiten hängen direkt mit Übergewicht zusammen. Adipositas ist ein hoher Risikofaktor für die Entwicklung von Herz-Kreislauf-Erkrankungen. Kommen andere Erkrankungen dazu wie Diabetes mellitus (Zuckerkrankheit), Fettstoffwechselstörungen (erhöhtes Cholesterin, bzw. LDL) oder Bluthochdruck, wird die Gefahr einer Herz-Kreislauf-Erkrankung (Metabolisches Syndrom) nochmals deutlich erhöht, ebenso das Risiko eines verfrühten Todes.
Adipositas erhöht das Risiko für arterielle Hypertonie (Bluthochdruck), Diabetes mellitus Typ 2 (Altersdiabetes, Zuckerkrankheit) und einer häufig damit einhergehender exokrinen Pankreasinsuffizienz, Reflux, Herzinfarkte, Arteriosklerose, Schlaganfälle, Brustkrebs und weitere Krebsarten, Arthrose, degenerative Wirbelsäulenerkrankungen, Gallenblasenerkrankungen, Gicht, restriktive Ventilationsstörungen und das Obstruktive Schlafapnoe-Syndrom. Ab einem BMI von 30 ist das Krankheitsrisiko deutlich erhöht.
Adipositas ist darüber hinaus auch ein Risikofaktor für eine Verminderung der kognitiven Leistungsfähigkeit und für Demenzerkrankungen, einschließlich der Alzheimer-Krankheit. Dies könnte zumindest zum Teil mit dem Diabetes mellitus zusammenhängen, von dem man heute weiß, dass er mit einem erhöhten Risiko für Alzheimer-Krankheit assoziiert ist. Eine Rolle spielen hierbei Defekte des Gefäßsystems, der beeinträchtigte Insulin-Metabolismus und -Signalweg und ein Defekt im Glukosetransportmechanismus im Gehirn. Neuere Untersuchungen zeigen, dass mit zunehmendem BMI das Risiko für eine Atrophie (Gewebsschwund) bestimmter Hirnareale und infolgedessen das Risiko für eine Demenz steigt. Betroffen von der Schrumpfung des Gehirngewebes sind vor allem der Frontallappen, Teile des Scheitellappens und der Hippocampus. Noch nicht abschließend geklärt ist allerdings, ob der Hirngewebeschwund zuerst auftritt und das Übergewicht hierdurch erst ausgelöst wird, da sich in den betroffenen Regionen auch Hirnzentren befinden, welche die Nahrungsaufnahme und den Stoffwechsel beeinflussen.
Die finanziellen und sozialwirtschaftlichen Folgen von Übergewicht sind enorm. Allein die Schäden am Stütz- und Bewegungsapparat führen zu einer Vielzahl von Therapien bis hin zu operativen Eingriffen (zum Beispiel Knieoperation, Hüftoperation), die ihrerseits insbesondere bei ausgeprägter Adipositas zu Komplikationen wie Wundheilungsstörungen und verzögerter Wiederherstellung führen.
Auch die seelischen und sozialen Folgen der Adipositas sind gravierend. Die Betroffenen fühlen sich oft als Versager und Außenseiter. Oft treten psychische und sogar wirtschaftliche Schäden für die Betroffenen auf, weil Adipositas gesellschaftlich nicht toleriert wird und Betroffene oft sozial und beruflich ausgegrenzt werden. Adipositas kann beispielsweise einer Einstellung in den öffentlichen Dienst oder einer Verbeamtung entgegenstehen.
Der gesellschaftliche Umgang mit Adipositas wird im Forschungsgebiet der Fat Studies behandelt. Ein Schwerpunkt ist dabei die gewichtsbezogene Stigmatisierung. Sie wird auch im Umgang von medizinischem Personal mit adipösen („beleibten“) Patienten beschrieben und kann zu einer weiteren Verschlechterung der Gesundheit beitragen.

### Adipositas im Kindes- und Jugendalter
Auch die Adipositas im Kindesalter ist mit höheren Gesundheitsrisiken verbunden. Dies betrifft nicht nur körperliche, sondern auch psychische Erkrankungen. So besteht eine positive Korrelation zwischen Adipositas und emotionalen Störungen, Verhaltensstörungen, Schulproblemen, ADHS, Depressionen, Lernstörungen, Entwicklungsstörungen von Knochen, Muskeln und Gelenken, Asthma, Allergien, Kopfschmerzen und Ohrentzündungen. Während die Häufigkeit von Entwicklungsstörungen und anderen Dysfunktionen im Fall von Übergewicht um den Faktor 1,3 erhöht ist, ist sie bei Adipositas doppelt so hoch wie bei normalgewichtigen Altersgenossen.

### Adipositas während der Schwangerschaft
Die Auswertung schottischer Daten von 28.540 Schwangeren in der Aberdeen Maternity and Neonatal-Datenbank in Verbindung mit Krankenhausstatistiken und den lokalen Sterberegistern zeigte, dass Kinder, deren Mütter in der Schwangerschaft einen BMI von 30 oder höher hatten, ein erhöhtes Risiko für stationäre Behandlungen aufgrund von Herz-Kreislauf-Erkrankungen und eine um rund ein Drittel erhöhte Sterberate aufwiesen. Ein kausaler Zusammenhang kann durch die Kohortenstudie aber nicht bewiesen werden. Auch genetische, familiäre und soziale Faktoren könnten eine Rolle spielen.
Auch das Risiko für die Entstehung von Schwangerschaftsdiabetes, auch als Gestationsdiabetes bezeichnet, ist durch die Adipositas erhöht. Bei einem unentdeckten Schwangerschaftsdiabetes kann es bei dem Ungeborenen zu einer sogenannten fetalen Makrosomie kommen. Das Geburtsgewicht des Kindes ist in diesem Fall deutlich höher als bei anderen Babys. Bedingt dadurch kann es bei der Geburt zu Komplikationen kommen.

## Behandlung
Grundlage jedes Gewichtsmanagements ist ein Basisprogramm, das die Komponenten Ernährungs-, Bewegungs- und Verhaltenstherapie umfasst. Je nach individueller Situation können die Komponenten primär in Kombination und ggf. als Einzelkomponenten verwendet werden. Je nach Ursache sind unterschiedliche Therapien angezeigt. Ziel ist immer die Gewichtsreduktion und die langfristige Stabilisierung des Gewichtsverlustes.
Im Vorfeld einer Therapie sind nach den offiziellen Leitlinien Adipositas 050/001 der AWMF folgende Voruntersuchungen durchzuführen:
- Körpergröße und -gewicht, Taillenumfang
- Klinische Untersuchung
- Nüchternblutzucker
- Cholesterin, Triglyzeride
- Harnsäure
- Kreatinin
- TSH, fakultativ auch andere endokrinologische Parameter (z. B. Dexamethason-Hemmtest zum Ausschluss eines Cushing-Syndroms)
- Albumin/Kreatinin-Ratio
- EKG

Außerdem sollten folgende Dinge bei einer ausführlichen Anamnese geklärt werden:
- Ernährungsgewohnheiten, Bewegungsgewohnheiten (mittels Ess- und Bewegungstagebüchern)
- Krankengeschichte (relevante Krankheiten als Ursache für die Adipositas)
- psychischer Zustand (Selbstwertgefühl, Stellenwert des Gewichts für den Patienten)

Die Deutsche Adipositas-Gesellschaft, Deutsche Diabetes-Gesellschaft, Deutsche Gesellschaft für Ernährung und Deutsche Gesellschaft für Ernährungsmedizin nennen folgende Gewichtsreduzierungsziele:
- Adipositas Grad I: 5–10 % Gewichtsabnahme
- Adipositas Grad II: 10–20 % Gewichtsabnahme
- Adipositas Grad III: 10–30 % Gewichtsabnahme

### Ernährung

#### Ernährungsberatung
Eine störungsspezifische Ernährungsberatung ist wesentlicher Bestandteil der Therapie. Regelmäßig bestehen bei Betroffenen Unsicherheiten und Fehlinformationen zu Ernährungsfragen. Eine neutrale und verständliche Information soll Betroffene befähigen, eine „informierte Entscheidung“ zu treffen und Eigenverantwortung für die Behandlung zu übernehmen („Empowerment“).

#### Reduktionsdiät
Angesichts der vielfachen Ursachen für die Entstehung von Übergewicht und Adipositas gibt es keine Diät, die allein die Entgleisung des Gewichts nachhaltig beendet. Als Einstieg in eine neue Ess- und Lebensweise eignen sich alle Diäten, die zu besserer Auswahl der Nahrung, zu ihrer fachgerechten Zubereitung und kluger Einteilung der Nahrungsaufnahme am Tage führen. Gewöhnung an andere Geschmacksvorlieben als süß, fett und energiereich zu essen oder eine Kontrolle des Hungergefühls durch medikamentöse Weckung des Esshormons Serotonin können nur ergänzende Hilfen sein. Ohne umfassende Änderung des Ess- und Bewegungsverhaltens führen Diäten meist nur zu einer kurzfristigen Gewichtsreduktion.

### Bewegungstherapie
Körperliche Aktivität ist neben der Ernährungs- und Verhaltenstherapie ein Bestandteil der Maßnahmen zur Gewichtsreduktion. Die Steigerung der körperlichen Bewegung ist ein wichtiger Posten in der Energiebilanz. Insbesondere Ausdauersportarten wie Fahrradfahren, Schwimmen, Wandern und Joggen dienen – konsequent über Monate und Jahre durchgeführt – der Gewichtsreduktion. 15 Minuten Joggen oder mäßig schnelles Fahrradfahren entsprechen einem Energieumsatz von etwa 600 kJ (= 150 kcal). Um 1 Kilogramm Fettgewebe (entspricht ca. 28.000 kJ bzw. 7.000 kcal) abzubauen, müsste man etwa 7 Wochen lang täglich 15 Minuten joggen. Das erklärt, warum es so schwer ist, das Gewicht allein durch vermehrte Bewegung zu reduzieren, bzw. warum kurzfristig angelegte Bewegungsprogramme scheitern müssen.
Eine Analyse von mehreren Studien über den Effekt von sportlicher Betätigung und Diät auf Übergewicht zeigte, dass durch alleinige sportliche Betätigung nur eine geringe Gewichtsreduktion erreicht werden konnte. Die Gewichtsabnahme war ausgeprägter, wenn die Studienteilnehmer zusätzlich eine Diät einhielten oder die sportliche Betätigung intensivierten. Neben der Gewichtsabnahme zeigte sich bei den Studienteilnehmern auch eine Senkung des Blutdrucks, von Blutfetten und des Nüchternblutzuckers.
Die Ernährung des Menschen und sein Bewegungsverhalten sind in hohem Maße eine Gewohnheitssache. Für Patienten ohne psychische Erkrankungen bzw. Essstörungen können eine ausführliche Beratung über gesunde Ernährung und wie man sich mehr bewegt sowie eine Unterstützung bei der Ernährungsumstellung Erfolg haben.

### Psychotherapie
Ziel einer Psychotherapie ist es, die individuellen Ursachen für die Essstörung zu identifizieren und alternative Verhaltensweisen zu erlernen. Bewährt hat sich auch die Psychotherapie in einer Gruppe. Für den langfristigen Erfolg ist es wichtig, dass die Angehörigen mit einbezogen werden. Parallel kann der Betroffene in einer Selbsthilfegruppe (z. B. Overeaters Anonymous) an der Thematik arbeiten und Unterstützung erfahren.
Ambulante oder stationäre Therapie in einer Fachklinik für Essstörungen bzw. psychosomatischen Klinik ist ein möglicher Start auf dem Weg zur Veränderung von Verhalten und Lebensstil. Bei schwer gesundheitsbedrohenden oder lebensbedrohlichen Ernährungszuständen ist eine stationäre Therapie zwingend. Sie wird in der Regel von der Krankenversicherung finanziert. Die Einweisung erfolgt von einem niedergelassenen Arzt oder Psychotherapeuten.
Ziele der psychotherapeutischen Behandlung sind:
1. Normalisierung des Essverhaltens: Die Therapie zielt darauf ab, gesunde Essgewohnheiten zu entwickeln, das Verhältnis zur Nahrung zu normalisieren und ein ausgewogenes, angemessenes Essverhalten zu etablieren.
2. Bewältigung von psychologischen Aspekten: Es geht darum, die zugrundeliegenden psychologischen Probleme zu behandeln, die zu der Essstörung beitragen oder sie aufrechterhalten können. Dazu gehören oft Probleme wie ein gestörtes Körperbild, geringes Selbstwertgefühl, Angstzustände, Depressionen oder traumatische Erfahrungen.
3. Körperliche Gesundheit wiederherstellen: Bei vielen Essstörungen treten gesundheitliche Probleme wie Nährstoffmangel, hormonelle Ungleichgewichte oder andere körperliche Komplikationen auf. Das Ziel ist es, diese Probleme anzugehen und die körperliche Gesundheit wiederherzustellen.
4. Förderung von Selbstakzeptanz und Selbstwert: Die Therapie soll dazu beitragen, dass die Betroffenen ein gesundes Selbstbild und Selbstwertgefühl entwickeln, unabhängig von ihrem Körpergewicht oder Aussehen.
5. Veränderung von Denk- und Verhaltensmustern: Dabei geht es darum, negative Denkweisen und Verhaltensmuster zu identifizieren und zu ändern, die zu problematischem Essverhalten führen. Dies kann durch kognitive Verhaltenstherapie, Achtsamkeitstechniken und andere psychotherapeutische Ansätze erreicht werden.
6. Aufbau von Bewältigungsstrategien: Menschen mit Essstörungen benötigen gesunde Bewältigungsstrategien, um mit Stress, emotionalen Auslösern und schwierigen Situationen umzugehen, ohne auf problematisches Essverhalten zurückzugreifen.

Geeignete Interventionen und Strategien bestehen typischerweise aus folgenden psychotherapeutischen Elementen:
- Selbstbeobachtung von Verhalten und Fortschritt (Körpergewicht, Essmenge, Bewegung)
- Einübung eines flexibel kontrollierten Ess- und Bewegungsverhaltens (im Gegensatz zur rigiden Verhaltenskontrolle)
- Selbstregulation und Stimuluskontrolle
- Kognitive Umstrukturierung (Modifizierung des dysfunktionalen Gedankenmusters)
- Zielvereinbarungen
- Problemlösetraining
- Soziales Kompetenztraining
- Verstärkerstrategien (z. B. Belohnung von Veränderungen)
- Rückfallprävention
- Strategien zum Umgang mit wieder ansteigendem Gewicht
- Soziale Unterstützung[72]

### Gewichtsreduzierungsprogramme
Es bestehen zahlreiche meist kommerzielle Angebote, die Betroffenen eine strukturierte Hilfe zur Gewichtsreduktion anbieten. z. B. „Ich nehme ab“ (DGE), „Abnehmen mit Genuss“ (AOK), „Weight Watchers“, „Bodymed Mobilis“, „Optifast-52“. Der Therapieerfolg hängt sowohl von der Motivation als auch der Willensstärke und Selbstregulationsfähigkeit des Patienten ab, das Gewichtsmanagement eigenverantwortlich zu übernehmen. Die aktuelle Behandlungsleitlinie für Adipositas empfiehlt die Teilnahme an entsprechenden Programmen, wogegen sich die Deutsche Gesellschaft für Ernährungsmedizin (DGE) dieser allgemeinen Empfehlung nicht anschließt, da viele Gewichtsreduktionsprogramme ohne wissenschaftlichen Wirksamkeitsnachweis sind.

### Pharmakologische Intervention
Die medikamentöse Therapie ist keine primäre Behandlungsform von Adipositas und soll erst zum Einsatz kommen, wenn durch Lebensstiländerungen keine oder eine unzureichende Gewichtsabnahme erzielt wird.
Der Lipasehemmer Orlistat ist in der EU seit 1998 (Handelsname: Xenical), seit 2009 auch in einer rezeptfreien Dosierung (Handelsname: Alli), zugelassen. Die Wirkung beruht auf einer Störung der Fettresorption des Gegessenen – d. h., der Fettanteil wird in Form von Fettdurchfällen ausgeschieden. Die Wirkung bleibt weitgehend auf die Mahlzeit nach der Medikamenteneinnahme beschränkt. Nachteil: Mit der fehlenden Fettaufnahme werden auch fettlösliche Vitamine mit dem Stuhl ausgeschieden. Sinnvoll kann der Einsatz von Orlistat im Rahmen einer betreuten Gewichtsreduktion sein, wenn andere Maßnahmen keinen oder zu geringen Erfolg zeigen.
Rimonabant, ein Cannabinoid-Rezeptorantagonist, wurde 2008, bereits zwei Jahre nach seiner Zulassung, wieder vom Markt genommen, nachdem sich das Risiko für ein Auftreten von Depressionen, Angst, Schlafstörungen und Aggressionen deutlich erhöht zeigte und fünf Suizide im Zusammenhang mit der Einnahme beobachtet worden waren.
Bei der Hungerkontrolle durch Serotonin-Wiederaufnahmehemmer wie beim bis 2010 in Deutschland zugelassenen „Appetitzügler“ Sibutramin (Handelsname: Reductil) hatte es seit der Zulassung Hinweise auf erhebliche Nebenwirkungen gegeben. Die Langzeitinterventionsstudie SCOUT zeigte, dass Patienten unter Anwendung von Sibutramin signifikant häufiger schwere kardiovaskuläre Komplikationen (Herzinfarkt, Schlaganfall, Herzstillstand oder kardiovaskulär bedingten Tod) erlitten als unter Placebo, worauf unter anderem in Deutschland das Mittel vom Markt genommen wurde.
Eine neue Stoffklasse, die Inkretinmimetika, ursprünglich zur Behandlung des Typ-2-Diabetes entwickelt, zeigen auch bei der Adipositas Wirkung, indem sie den Appetit dämpfen. Die Präparate Liraglutid, Semaglutid und Tirzepatid sind seit 2016, 2018 bzw. 2023 zugelassen und werden subkutan injiziert. Bei Semaglutid sank das Gewicht in der klinischen Prüfung im Mittel um 15 %, bei Tirzepatid um 15–23 %. In beiden Studie fand parallel eine fachliche Beratung zum Lebensstil (persönlich oder per Telefon) statt, insbesondere zur körperlichen Aktivität und zu einer Kalorienreduktion um 500 kcal/Tag gegenüber der üblichen Aufnahme vor der Studie. Nach Absetzen der Medikamente kam es zu einer erneuten Gewichtszunahme trotz einer weiterhin durchgeführten regelmäßigen Beratung zu Ernährung und Bewegung. Die Studien unterstreicht die Notwendigkeit für eine dauerhafte Anwendung des Mittels, wenn eine längerfristige Gewichtsreduktion und die damit verbundene kardiometabolische Risikoreduktion erreicht werden soll.

### Chirurgische Intervention
Eine Adipositaschirurgie kann zum Einsatz kommen, wenn eine extreme Adipositas besteht und die konservativen Therapiemaßnahmen nicht erfolgreich waren. Ziel eines chirurgischen Eingriffs ist vorwiegend die Verbesserung von Begleiterkrankungen und die Steigerung der Lebensqualität. Bei dieser Intervention – auch bariatrische Chirurgie genannt – werden hauptsächlich Magenverkleinerungseingriffe eingesetzt.
In einem Cochrane Review von 2014 fanden die Autoren eine Verbesserung der Gewichts-assoziierten Komorbidität (also Herzkreislauferkrankungen und Diabetes) durch bariatrische Chirurgie, unabhängig von der Methode. Eine in Schweden durchgeführte Vergleichsanalyse an jeweils über 2000 Patienten, die sich entweder einer Operation unterzogen hatten oder eine konventionelle Behandlung erfahren hatten, fand sich eine Verlängerung der Lebenserwartung bei Operierten um ca. 3 Jahre gegenüber den Nicht-operierten. Allerdings war in dieser Gruppe die Lebenserwartung 5,5 Jahre kürzer als in der Normalbevölkerung. Der Body-Mass-Index (BMI) konnte von ursprünglich 40 auf 35 gesenkt werden, was in der nicht operierten Gruppe nicht gelang.

### Behandlungserfolg
Kriterien für einen Therapieerfolg sind:
- mindestens 500 kcal weniger essen als verbrauchen
- eine Mindesttrinkmenge
- drei- bis fünfmal wöchentlich 30 bis 60 Minuten Bewegung

Der Erfolg hängt stark mit der Persönlichkeitsstruktur und der Motivation zusammen. Günstig sind: höhere Intelligenz, höherer sozialer Status, später Beginn der Übergewichtigkeit, starke subjektive Beschwerden, messbare Gesundheitsstörungen, starke Persönlichkeit. Eine Essstörung ist stark hinderlich.
Besonders bei starkem Übergewicht erweist sich die Behandlung als schwierig. Rückschläge oder ausbleibender Erfolg veranlassen den Patienten (aber auch den Behandler und die Angehörigen) häufig dazu, das Vorhaben ganz aufzugeben. Der Behandlungserfolg wird langfristig für 10 bis 20 % der Patienten festgestellt (Stabilisierung auf 50 % der ursprünglich erreichten Gewichtsabnahme).
Sinnvoller ist daher frühes Einüben eines gesunden Lebensstils, um eine Gewichtszunahme zu vermeiden.

### Politische Intervention

#### Deutschland
Die deutsche Bundesregierung startete 2007 die Aktion Gesunde Ernährung und Bewegung. Ziel ist, die 37 Millionen übergewichtigen oder adipösen Erwachsenen und 2 Millionen Kinder zu einem gesünderen Ernährungs- und Bewegungsverhalten zu bewegen und dadurch die Verbreitung von Übergewicht nachhaltig zu verringern. Man erhofft sich einen ähnlichen Erfolg wie mit der Trimm-dich-Bewegung in den 1970er Jahren. Die Aktion wurde 2008 durch den Aktionsplan IN FORM – Deutschlands Initiative für gesunde Ernährung und mehr Bewegung ersetzt.
Im November 2023 hat der Gemeinsame Bundesausschuss (G-BA) Grundbausteine für ein Disease-Management-Programm (DMP) Adipositas geschaffen. Es sollen sich darin Patienten mit einem BMI ab 30 einschreiben können, bis BMI 35 benötigt es allerdings noch eine Zweiterkrankung, darüber hinaus reicht das alleinige Übergewicht. Mit dem DMP sollen vorhandene Unterstützungsangebote für Patienten mit krankhaftem Übergewicht ausgebaut werden, insbesondere zur Ernährung und Bewegung. Gesetzte Ziele sollten regelmäßig überprüft werden.

#### Großbritannien
In Großbritannien empfiehlt das National Institute for Health and Care Excellence nicht-diabetischen Patienten mit einem HbA1c von 42–47 mmol mol−11 (6,0-6,4 %) oder einen Nüchtern-Blutzucker von 5,5–6,9 mmol/l (100–124 mg/dl), und somit Hochrisikopatienten für eine Progression zum Typ-2-Diabetes, an einem evidenz-basierten intensiven Lifestyle-Programm teilzunehmen (NHS Diabetes Prevention Programme DPP), um diese Progression zu verzögern oder gänzlich zu unterbinden. Es besteht aus Gruppensitzungen mit 15–20 Personen von mindestens 13 Sitzungen mit dem Ziel Verhaltensänderungen bei der Ernährung und bei körperlicher Aktivität zu erreichen.
In einer Real-World Analyse, also einer nicht-interventionellen Observationsstudie haben Wissenschaftler aus Heidelberg um den Epidemiologen Till Bärnighausen an mehr als 2 Millionen anonymisierten Routinedaten zum NHS-DPP aus einer Datenbank die Wirksamkeit im Routinebetrieb des Gesundheitswesens ermittelt. Dabei wurden im Mittel Verbesserung beim HbA1c 0.85 mmol mol−1 und beim BMI um 1,35 kg/m² und beim Gewicht um 2,99 kg erzielt. Die angewandte Methode ist kausal und nicht assoziativ. Diese Untersuchung demonstriert, dass strukturierte Programme mit längerer Anwendung wirksam sind um eine bessere metabolische Kontrolle und eine Gewichtsabnahme zu erreichen.

## Verbreitung

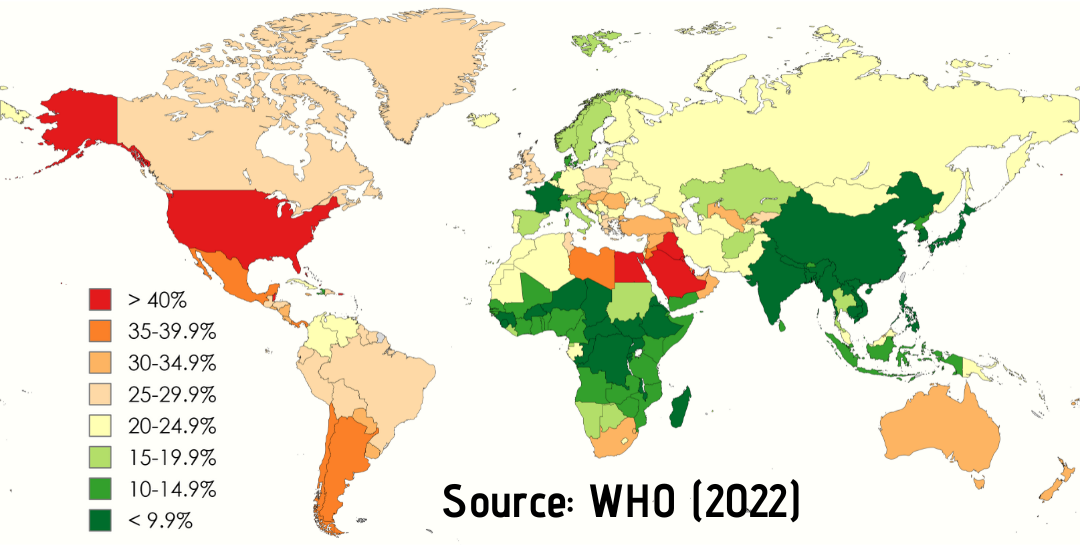
Anteil an adipösen (stark übergewichtigen) Personen in % (2022)

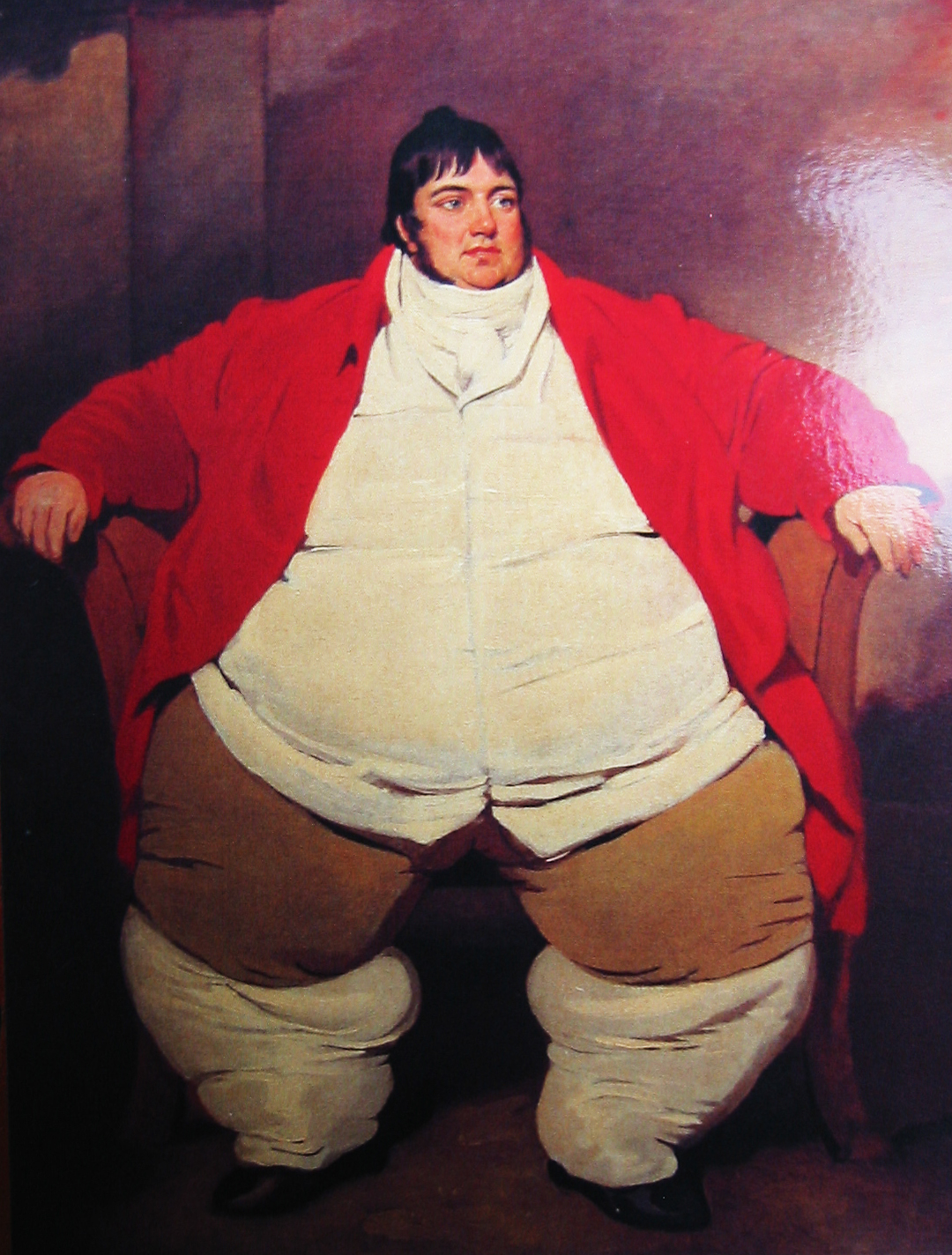
Daniel Lambert war Anfang des 19. Jahrhunderts der vermutlich schwerste Mann der Welt

### Global
Adipositas tritt weltweit immer häufiger auf. Als komplexes Krankheitsbild betrifft sie alle Bevölkerungsschichten und Altersgruppen (jedoch nicht im jeweils gleichen Maße) und beschränkt sich keineswegs auf die Industrieländer. Waren im Jahre 1995 weltweit noch 200 Millionen Erwachsene adipös, so waren es im Jahre 2000 schon 300 Millionen, davon 115 Millionen in Entwicklungsländern. Seit 1975 hat sich die Zahl der Adipösen bis 2018 weltweit verdreifacht. Weltweit leben im Jahr 2021 laut WHO über 650 Millionen Erwachsene mit Adipositas. Nachdem das Problem jahrzehntelang auf die wohlhabenden Industrieländer beschränkt war, beobachtet man seit der Jahrtausendwende einen Anstieg der ernährungsbedingten Krankheiten auch in Schwellenländern wie Indien oder China. Die globalen Steigerungsraten waren bisher bei Männern und Frauen in allen Altersgruppen ähnlich und im frühen Erwachsenenalter am höchsten. Darüber hinaus war die Prävalenz von Adipositas im Jahr 2015 auf allen sozioökonomischen Ebenen und in allen Altersgruppen bei Frauen höher als bei Männern. Die Prävalenz der Adipositas stieg zwischen 1980 und 2015 bei Männern im Alter von 25 bis 29 Jahren in Ländern mit niedrigem bis mittlerem Einkommen am stärksten an, nämlich von 11,1 auf 38,3 Prozent. Der größte Teil der Weltbevölkerung lebt in Ländern, in denen Übergewicht und Adipositas mehr Menschen töten als Untergewicht. Seit den 1990er Jahren wird in Zusammenhang mit Adipositas teilweise metaphorisch und teilweise wörtlich von einer „Epidemie“ gesprochen.

### Deutschland
In Deutschland wird seit Jahrzehnten ein Anstieg der Adipositas-Prävalenz beobachtet. Befragungen ergeben niedrigere Werte als Untersuchungen, bei denen Größe und Gewicht gemessen werden. Ein Anstieg über die Jahre zeigt sich bei beiden Erhebungsarten.
Gemäß Mikrozensus-Zusatzerhebung aus dem Jahre 2003 waren 13,6 % der Männer und 12,3 % der Frauen ab 18 Jahren adipös (d. h. BMI 30 oder höher). Bei der Folgeerhebung im Jahr 2009 waren es 15,7 % der Männer und 13,8 % der Frauen. Nach den Daten der telefonischen Erhebungen des Robert Koch-Instituts (GEDA 2009) liegt der Anteil der Erwachsenen mit einem BMI ab 30 kg/m² in einem ähnlichen Bereich. Hier geben 16,3 % der Männer und 15,7 % der Frauen entsprechende Körpermaße an.
Die beiden großen Untersuchungssurveys für Deutschland zeigen den gleichen Trend, nur auf höherem Niveau: Im Bundes-Gesundheitssurvey 1998 wurde Adipositas (BMI>=30) bei 18,9 % der Männer und 22,5 % der Frauen gemessen. Bei der Fortsetzungs-Studie DEGS 2008/11 waren es 23,3 % der Männer und 23,9 % der Frauen.
Mit dem Alter steigt auch der Anteil der adipösen Personen. Bei den Männern ist Adipositas in der Altersgruppe der 60- bis 69-Jährigen am meisten verbreitet, bei den Frauen in der Altersgruppe der 70- bis 79-Jährigen. Außerdem korreliert die Verbreitung von Adipositas mit dem sozioökonomischen Status: Menschen mit hohem Status sind deutlich seltener adipös (BMI >=30). Dieser Effekt ist bei den Frauen besonders ausgeprägt.
Die Krankenkasse DAK-Gesundheit hat im November 2016 eine Studie herausgegeben, mit dem Ergebnis, dass bereits jeder vierte Deutsche stark übergewichtig ist. Um diese Zahl wieder zu senken, fordert die Kasse eine frühere Beratung und bessere Unterstützung von Betroffenen.
Laut einer im Jahr 2016 veröffentlichten Studie der Universität Hamburg belaufen sich die gesamtgesellschaftlichen Kosten der Adipositas in Deutschland auf etwa 63 Milliarden Euro pro Jahr.
Nach deutschem Recht ist die Diskriminierung von Menschen auf Grund ihres Gewichts nicht strafbar, weshalb es zulässig ist, wenn Hotels sich weigern, Zimmer an Menschen mit Adipositas zu vermieten.

### Österreich
Waren in Österreich 1991 noch 8,5 % der Erwachsenen adipös, so waren es im Jahre 2000 schon 11 %. Europaweit sind 10–20 % der Männer und 15–25 % der Frauen adipös, tendenziell ist ein Anstieg der Adipositasprävalenz Richtung Süden und Osten zu beobachten. Dies gilt auch für Österreich – mit dem höchsten Anteil an Übergewichtigen im Osten des Landes und dem niedrigsten Anteil in Tirol und Vorarlberg.

### USA
In einer Untersuchung der GBD 2021 US Obesity Forecasting Collaborators fanden man 2021 in den USA 76 % der Männer und 72 % der Frauen (> 25 Jahre) übergewichtig (BMI>25 kg/m²) oder adipös (BMI>30 kg/m²) Seit 1990 ging der Trend deutlich nach oben und eine weitere Schätzung bis 2050 ergab eine Prävalenz von 80 %.
In den USA waren nach Schätzungen des CDC in dem Zeitraum von 2017 bis 2018 42,4 % der Erwachsenen ab 20 Jahren adipös (BMI ≥ 30) und 9,2 % morbid adipös (BMI ≥ 40). Sozial schlechter Gestellte und Angehörige von Minderheiten (Indianer, Schwarze) sind dabei sehr viel häufiger bzw. stärker übergewichtig als andere Bevölkerungsgruppen und haben eine niedrigere Lebenserwartung.
Laut einer Studie der Duke University aus dem Mai 2012 waren damals rund 36 % aller Amerikaner adipös. Die Wissenschaftler rechnen damit, dass sich die Zahl bis zum Jahr 2030 auf 42 % erhöht.

### Italien
Die europäische IDEFICS-Studie, die „[…] die Auswirkungen von Ernährung, Lebensweise und sozialem Umfeld auf die Gesundheit von europäischen Kindern im Alter von zwei bis zehn Jahren […]“ untersucht, zeigt für Italien eine Prävalenz von 42 % für Übergewicht oder Adipositas in den untersuchten Altersklassen. In allen untersuchten Ländern ist jedes fünfte Kind übergewichtig oder adipös. Der Anteil adipöser Kinder in den untersuchten südlichen Ländern Europas beträgt bis zu 20 %, der in den nördlichen Regionen liegt unter 5 %.

## Adipositas bei Tieren
Adipositas spielt vor allem bei Haushunden und Hauskatzen eine größere Rolle. In den Industrieländern sind im Mittel 40 % der Hunde und Katzen adipös, wobei in den letzten 40 Jahren eine Zunahme um etwa 10 % zu verzeichnen war. Bei Hunden neigen einige Rassen (Labrador Retriever, Cocker Spaniel) stärker zu Übergewicht, bei Katzen lässt sich kein Rassenzusammenhang nachweisen. Familien- und Schoßhunde werden eher übergewichtig als Arbeitshunde. Während bei Hunden weibliche Tiere eher zu Übergewicht neigen, sind es bei Katzen männliche Tiere. Eine Kastration ist ein wesentlicher Risikofaktor: Kastrierte Tiere neigen zu einer stärkeren Futteraufnahme und zu einer verminderten Bewegung. Als Ursache dieses Phänomens werden reduzierte Östrogen-Spiegel und erhöhte IGF-1-Spiegel vermutet. Auch eine Veränderung der Genexpression von Leptin und Lipoproteinlipasen durch die Kastration wird diskutiert. Das Alter ist ein weiterer Risikofaktor, Übergewicht tritt vor allem im mittleren Lebensalter auf. Die Fütterung spielt eine entscheidende Rolle, vor allem das Verfüttern von Extrahappen und Tischabfällen scheint eine maßgebliche Rolle zu spielen, da sie meist nicht in die Tagesration eingerechnet werden. Bewegungsmangel führt ebenfalls zu stärkerer Gewichtszunahme. Freigänger sind wesentlich seltener adipös als reine Wohnungskatzen. Bei Hunden neigen einzeln gehaltene Hunde stärker zu Übergewicht als solche, die mit Artgenossen zusammenleben. Übergewichtige und ältere Hundehalter besitzen häufig übergewichtige Hunde.
Folgen einer Adipositas sind vor allem Osteoarthrosen, Kreuzbandrisse, Hauterkrankungen, Harnsteine, Bluthochdruck, Lungenfunktionsstörungen, feliner beziehungsweise caniner Diabetes mellitus, bei Hunden auch Pankreatitis, Tumorerkrankungen sowie verminderte Lebenserwartung und Lebensqualität.

## Geschichte
Adipositas war schon in der altgriechischen und altägyptischen Medizin eine anerkannte Krankheit. Die Ursachen wurden hauptsächlich in der Ernährung gesehen, wobei Hippokrates eine Theorie entwickelte, die die Energiebilanz als Schlüsselmechanismus identifiziert.
Auch weitere Funde wie die Venus von Willendorf zeigen, dass Adipositas schon in der Altsteinzeit bekannt war.

### Leitlinien
- S3-Leitlinie Leitlinie Prävention und Therapie der Adipositas der Deutschen Adipositas-Gesellschaft e. V. (DAG). In: AWMF online (Stand Oktober 2024)
- S3-Leitlinie Leitlinie Therapie und Prävention der Adipositas im Kindes- und Jugendalter der Deutschen Adipositas-Gesellschaft e. V. (DAG) und der Deutschen Gesellschaft für Kinder- und Jugendmedizin e. V. (DGKJ). In: AWMF online (Stand 2019)
- S3-Leitlinie Leitlinie Adipositas und Schwangerschaft der Deutschen Gesellschaft für Gynäkologie und Geburtshilfe e. V. (DGGG). In: AWMF online (Stand 2019)
- Dominique Durrer Schutz, Luca Busetto, u. a.: European Practical and Patient-Centred Guidelines for Adult Obesity Management in Primary Care. In: Obesity Facts. Band 12, Nr. 1, 1. Januar 2019, S. 40–66, doi:10.1159/000496183, PMID 30673677 (englisch).
- Volkan Yumuk, Gema Frühbeck, u. a.: An EASO Position Statement on Multidisciplinary Obesity Management in Adults. In: Obesity Facts. Band 7, Nr. 2, 1. Januar 2014, S. 96–101, doi:10.1159/000362191 (englisch).
- Canadian Adult Obesity Clinical Practice Guidelines (CPGs). In: obesitycanada.ca. Obesity Canada, abgerufen am 24. Februar 2023 (englisch).
- Guideline: assessing and managing children at primary health-care facilities to prevent overweight and obesity in the context of the double burden of malnutrition. World Health Organization, 3. Oktober 2017, abgerufen am 24. Februar 2023 (englisch, ISBN 978-92-4-155012-3).

### Geschichte
- Helena Balke, Antonio Nocito: Vom Schönheitsideal zur Krankheit – eine Reise durch die Geschichte der Adipositas. In: Praxis. Band 102, Nr. 2, 16. Januar 2013, S. 77–83, doi:10.1024/1661-8157/a001169.
- Michael Stolberg: Die lange Geschichte der Fettsucht. In: uni-wuerzburg.de. 25. Mai 2012, abgerufen am 24. Februar 2023.